# Sestiere (Milan)
Pour les articles homonymes, voir Sestiere.
Les sestieres sont les quartiers du centre historique de Milan, en Italie.

## Origine
Le centre historique de Milan est à l'origine divisé en six sestieres. Cette division est basée sur les six portes principales ouvertes dans les murs de la ville. Chaque sestiere est ensuite subdivisé en plusieurs districts.

## Sestieres
- Porta Comasina, « porte de Côme », actuelle Porta Garibaldi
- Porta Nuova, « porte neuve »
- Porta Orientale, « porte orientale », actuelle Porta Venezia
- Porta Romana, « porte de Rome »
- Porta Ticinese, « porte du Tessin »
- Porta Vercellina